# Karl Österreicher (Offizier)
Karl Österreicher (als Gustav Eugen Leopold Karl Ritter von Österreicher  * 30. November 1918 in Villach; † 28. April 2000 in Wien) war ein österreichischer Generalmajor und Militärattaché.

## Leben
Karl Österreicher wurde am 30. November 1918 als Sohn von Major Leopold Ritter von Österreicher (* 1. Mai 1874) und dessen Ehefrau Ludmilla (geborene Horak; * 27. März 1880) im Sanatorium Pichler in Villach geboren und in weiterer Folge auf den Namen Gustav Eugen Leopold Karl getauft. Nach dem Ende der Monarchie in Österreich-Ungarn wurde vom Parlament von Deutschösterreich am 3. April 1919 die Aufhebung des Adels beschlossen. Infolge dieses Adelsaufhebungsgesetzes verloren auch die Ritter von Österreicher das Recht zum Gebrauch ihrer Titel.
Nach der Matura am Realgymnasium XIII in Wien trat er im September 1936 beim NÖ Artillerieregiment Nr. 1 in Wien als Einjährig-Freiwilliger ein. Nach der Aufnahme in die Militärakademie in Wiener Neustadt (Jahrgang N 38/III) und nach der Übernahme in die Wehrmacht wurde er im September 1938 als Oberfähnrich zum Artillerieregiment Nr. 12 nach Rostock versetzt. Mit diesem Regiment nahm er am Überfall auf Polen teil. 1941 an der Ostfront, im Nordabschnitt, später im Westen an der Kanalküste und im Rheinland eingesetzt, war er 1943 zum Hauptmann befördert worden.
Nach der Heimkehr fand er zunächst eine Anstellung als Redakteur beim Vorarlberger Volksblatt und etwas später als Rundfunksprecher bei Radio Vorarlberg bzw. bei Radio Tirol.
1955 bewarb er sich um die Einstellung in das österreichische Bundesheer und wurde zunächst als Ausbildungsoffizier an der Artillerieschule und dann als Adjutant der 6. Gebirgs-Brigade verwendet. Nach Absolvierung der Generalstabsausbildung in Fort Leavenworth (USA) erfolgte seine Übernahme in den Generalstabsdienst und die Betrauung mit der Führung der Attaché-Abteilung im Bundesministerium für Landesverteidigung, anschließend Verwendung als Militär- und Luftwaffenattaché zunächst bis 1969 für die Schweizer Eidgenossenschaft mit Amtssitz in Bern und später für die Ungarische Volksrepublik mit dem Amtssitz in Budapest, wobei mit dem letztgenannten Posten auch die Akkreditierung in der Volksrepublik Bulgarien verbunden war.
Nach diesen Auslandsverwendungen Rückkehr ins Verteidigungsministerium und Übernahme der Leitung der Generalstabs-Gruppe B. Kurz nach seiner im September 1979 erfolgten Beförderung zum Generalmajor trat er in den Ruhestand, den er mit seiner zweiten Ehefrau sehr zurückgezogen zum größten Teil in Ried bei Nauders in Tirol verbrachte.

### Privates
Karl Österreicher war in erster Ehe mit Irmgard (geborene Steiner) und in zweiter Ehe mit Edith (geborene Sailer) verheiratet.
Aus der ersten Ehe stammt der 1943 geborene Sohn Michael Oesterreicher, der heute als Musiker in Australien lebt.

## Auszeichnungen (Auszug)
- Großes Ehrenzeichen für Verdienste um die Republik Österreich
- Silbernes Ehrenzeichen für Verdienste um die Republik Österreich
- Bundesheerdienstzeichen 2. und 3. Klasse mit Spange
- Offizierskreuz des Orden der Krone von Thailand
- Ritterkreuz des schwedischen Schwert-Ordens
- Offizierskreuz des französischen Verdienstordens